# Adam Neumann

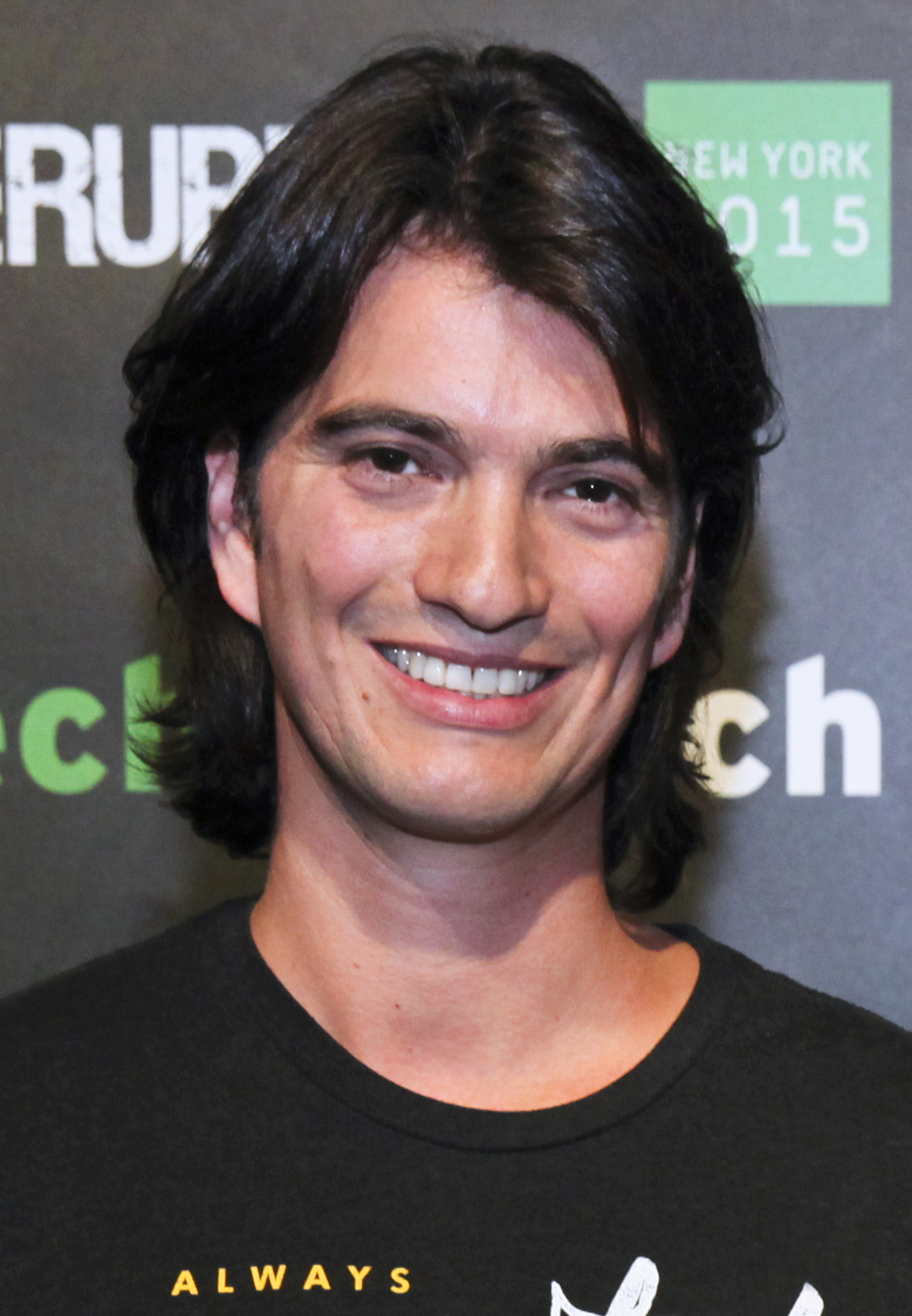
Adam Neumann (2015)

Adam Neumann (* 25. April 1979 in Tel Aviv) ist ein israelisch-US-amerikanischer Unternehmer. Er gründete gemeinsam mit Miguel McKelvey das Unternehmen WeWork,  dessen CEO er von 2010 bis 2019 war. Er trat 2019 nach mehreren Problemen und Skandalen im Zuge eines versuchten Börsengangs zurück und schied aus dem Unternehmen aus. Forbes schätzte sein Vermögen im September 2019 auf 2,2 Milliarden US-Dollar. Im September 2020 schätzte Forbes sein Vermögen auf 750 Millionen US-Dollar.; im Oktober 2021 den Wert seiner Anteile auf 1,6 Mrd. US$.

## Leben
Adam Neumann wurde als Sohn von Avivit und Doron Neumann geboren. Als er sieben Jahre alt war, ließen sich seine Eltern scheiden. Er und seine jüngere Schwester Adi zogen danach mit ihrer Mutter in die Vereinigten Staaten. Aufgrund einer Lese- und Rechtschreibstörung lernte er erst in der dritten Klasse Lesen und Schreiben. Nach vier Jahren in den USA kehrten sie 1990 nach Israel zurück und ließen sich im Kibbuz Nir Am nieder. Er absolvierte erfolgreich die israelische Marineakademie und diente anschließend fünf Jahre als Offizier der israelischen Marine. Anschließend wurde er 2001 mit dem Rang eines Leutnants entlassen. Danach besuchte er die Zicklin School of Business am Baruch College in New York City.
Gemeinsam mit seinem Freund Miguel McKelvey gründete er 2008 Green Desk, ein Geschäft für geteilte Büroflächen, das sich auf Nachhaltigkeit konzentrierte. Nachdem sie ihre Anteile an Green Desk verkauft hatten, benutzten sie das Geld aus dem Verkauf zusammen mit einem Kredit in Höhe von 15 Millionen US-Dollar für die Gründung von WeWork, einem Unternehmen, dessen Geschäftsmodell darauf beruht, Büroflächen und Shared Workspaces für Selbständige und Unternehmen anzubieten. Unter der Führung von Neumann wuchs WeWork zu einem der wertvollsten Start-up-Unternehmen der Welt heran. 2019 hatte es 10.000 Mitarbeiter und einen geschätzten Wert von 47 Milliarden US-Dollar.
Im September 2019 trat Neumann als CEO des Unternehmens nach mehreren Problemen und Skandalen zurück, nachdem ein geplanter Börsengang verschoben werden musste und der geschätzte Wert des Unternehmens durch Ratingagenturen auf Ramschniveau gesenkt wurde. Dies geschah auf Druck der Investoren von WeWork, zu denen auch der japanische Milliardär Masayoshi Son zählt. Neumann blieb weiterhin Vorsitzender von WeWork.
Im Oktober 2019 berichtete das Wall Street Journal, dass Neumann vom Stakeholder Softbank fast 1,7 Milliarden US-Dollar erhält und dafür aus dem Vorstand von WeWork ausscheidet und die meisten seiner Verbindungen zum Unternehmen abbricht.
Als privater Investor investierte Neumann in andere Start-ups, Immobilien, Hotels und Cannabis.
Im August 2022 kündigte die Wagniskapitalfirma Andreessen Horowitz eine Investition von 350 Mio. USD in Neumanns neues Projekt Flow an. Flow will Miet-Wohnungen für eine Kreative Klasse anbieten, die in Arbeit und Wohnort flexibel ist. Das Unternehmen hat die Aufnahme seines Betriebs für 2023 geplant.

## Privates
Neumann ist mit Rebekah Neumann verheiratet und Vater von fünf Kindern. Seine Frau Rebekah ist eine Cousine der Schauspielerin Gwyneth Paltrow und half ihm beim Aufbau von WeWork. Er bezeichnet sich als praktizierenden Anhänger des Judentums. In der Öffentlichkeit ist er mehrfach als extrovertierte Persönlichkeit in Erscheinung getreten.
Gegenüber dem Wallstreet Journal sagte Neumann, „er wolle ewig leben, der erste Billionär der Welt werden und WeWork-Büros auf dem Mars eröffnen.“

## Kontroversen
Im Jahr 2018 wurde WeWork von einem ehemaligen Mitarbeiter verklagt, der Fälle sexueller Belästigung und andere unangemessene Verhaltensweisen am Arbeitsplatz des Unternehmens feststellte. Auch Neumanns eigenes Verhalten wurde von einer ehemaligen Mitarbeiterin kritisiert. So soll er einer Bewerberin während eines Bewerbungsgespräches Tequila angeboten haben.
Ihm wird vorgeworfen, sich selbst am Markennamen von WeWork bereichert zu haben und soll für Ungereimtheiten des beim ersten nach Börsenkriterien veröffentlichten Geschäftsbericht des Unternehmens verantwortlich sein. Er musste deshalb seinen Posten als Geschäftsführer abgeben.

## Mediale Darstellung
In der Apple TV+-Serie WeCrashed (2022) wird Neumann von Jared Leto verkörpert.